# Brosimum glaucum
Brosimum glaucum là một loài thực vật có hoa trong họ Moraceae. Loài này được Taub. mô tả khoa học đầu tiên năm 1890.